# Monte Quacella, Monte dei Cervi, Pizzo Carbonara, Monte Ferro, Pizzo Otiero
Monte Quacella, Monte dei Cervi, Pizzo Carbonara, Monte Ferro, Pizzo Otiero este o arie protejată (arie specială de conservare — SAC, sit de importanță comunitară — SCI) din Italia întinsă pe o suprafață de 8.355 ha, integral pe uscat.

## Localizare
Centrul sitului Monte Quacella, Monte dei Cervi, Pizzo Carbonara, Monte Ferro, Pizzo Otiero este situat la coordonatele 37°53′14″N 13°58′36″E / 37.887222°N 13.976667°E.

## Înființare
Situl Monte Quacella, Monte dei Cervi, Pizzo Carbonara, Monte Ferro, Pizzo Otiero a fost declarat sit de importanță comunitară în septembrie 1995 pentru a proteja 3 specii de plante și 27 de specii de animale. Situl a fost protejat și ca arie specială de conservare în decembrie 2015.

## Biodiversitate
Situată în ecoregiunea mediteraneană, aria protejată conține 18 habitate naturale: Păduri de Quercus ilex și Quercus rotundifolia, Mlaștini turboase de tranziție și turbării mișcătoare, Păduri de Ilex aquifolium, Liziere de ierburi înalte hidrofile de câmpie și de nivel montan până la alpin, Fânețe de joasă altitudine (Alopecurus pratensis, Sanguisorba officinalis), Peșteri inaccesibile publicului, Pseudostepă cu ierburi și specii anuale de Thero-Brachypodietea, Păduri de Castanea sativa, Grohotișuri termofile și vest-mediteraneene, Pajiști uscate seminaturale și facies de acoperire cu tufișuri pe substraturi calcaroase (Festuco-Brometalia) (* situri importante pentru orhidee), Tufărișuri termo-mediteraneene și de pre-deșert, Păduri de fag din Apenini cu Abies alba și păduri de fag cu Abies nebrodensis, Păduri panonice-balcanice de stejar turcesc - stejar sesil, Galerii de Salix alba și de Populus alba, Păduri de fag din Apenini cu Taxus și Ilex, Pante stâncoase calcaroase cu vegetație casmofită, Lande oro-mediteraneene cu formațiuni endemice de grozamă, Păduri de stejar alb estice.
La baza desemnării sitului se află mai multe specii protejate:
- plante (3): Leontodon siculus, Ophrys lunulata, Stipa austroitalica
- păsări (22): ciocârlie-de-câmp (Alauda arvensis), Alectoris graeca whitakeri, fâsă-de-câmp (Anthus campestris), acvilă de munte (Aquila chrysaetos), Aquila fasciata, pasărea ogorului (Burhinus oedicnemus), caprimulg (Caprimulgus europaeus), cuc (Cuculus canorus), Falco biarmicus, Falco naumanni, șoim călător (Falco peregrinus), șoimul rândunelelor (Falco subbuteo), muscar negru (Ficedula hypoleuca), capîntortură (Jynx torquilla), sfrâncioc cu cap roșu (Lanius senator), ciocârlie de pădure (Lullula arborea), ciocârlie de bărăgan (Melanocorypha calandra), mierlă de piatră (Monticola saxatilis), Pyrrhocorax pyrrhocorax, sitar de pădure (Scolopax rusticola), turturică (Streptopelia turtur), sturz (Turdus pilaris)
- nevertebrate (4): croitorul mare al stejarului (Cerambyx cerdo), Cordulegaster trinacriae, Osmoderma cristinae, Rosalia alpina
- reptile (1): Emys trinacris

Pe lângă speciile protejate, pe teritoriul sitului au mai fost identificate 250 de specii de plante, 1 specie de păsări, 2 specii de amfibieni, 5 specii de mamifere, 13 specii de nevertebrate, 3 specii de pești, 3 specii de reptile.